# Rožnov pod Radhoštěm
Rožnov pod Radhoštěm település Csehországban, Vsetíni járásban. Rožnov pod Radhoštěm Hutisko-Solanec, Dolní Bečva, Trojanovice, Veřovice, Zubří, Vigantice, Vidče és Valašská Bystřice településekkel határos. Lakosainak száma 16 151 fő (2024. január 1.).

## Népesség
A település lakosságának változását az alábbi diagram mutatja:
| Lakosok száma | 4415 | 4076 | 4178 | 4928 | 15 468 | 17 845 | 16 477 | 16 420 | 16 077 | 16 151 |
|               | 1869 | 1890 | 1921 | 1950 | 1980   | 2001   | 2017   | 2019   | 2022   | 2024   |

## Gazdasága
A városban működik az amerikai ON Semiconductor (Onsemi) chipgyártó cég egyik jelentős üzeme. 2024-ben bejelentették, hogy az üzem kapacitását több száz százalékkal szándékoznak növelni.